# 五一六通知

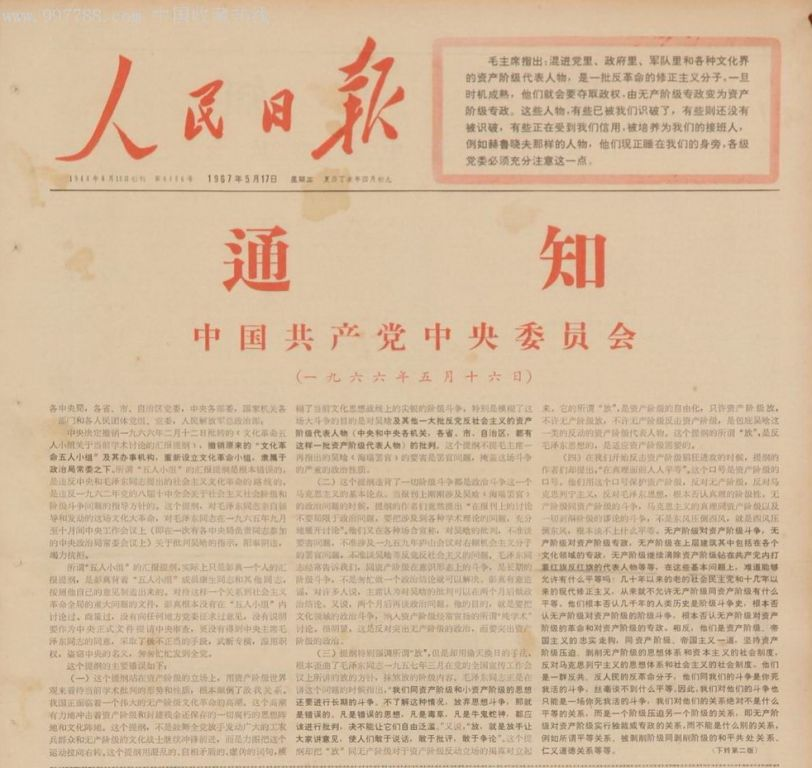
1967年5月17日《人民日报》

1966年5月16日，中共中央政治局擴大會議通过一項《通知》，史稱《五一六通知》，后經“两报一刊”（《人民日报》、《解放军报》、《红旗》杂志）正式发表，公之於世。《五一六通知》日後成為文化大革命發起的標誌。

## 历史
1966年5月4日至5月26日，在中共中央副主席、國家主席劉少奇主持下，中共中央政治局在北京召開擴大會議，集中批判彭真、羅瑞卿、陸定一、楊尚昆。5月16日會議通過經中共中央主席毛澤東多次修改的《通知》，決定撤銷中央批轉的《文化革命五人小組關於當前學術討論的彙報提綱》，撤銷原來的「文化革命五人小組」及其辦事機構，重新設立文化革命小組，隸屬於政治局常委會之下:105。5月18日，中共中央副主席林彪在會上講話：「毛主席的話，句句是真理，一句超過我們一萬句。」:108-1095月23日，會議決定：停止彭真、陸定一、羅瑞卿、楊尚昆在中央書記處的職務，以後提請中央全會追認和決定；撤銷彭真的北京市委第一書記和市長職務、陸定一的中央宣傳部長職務；5月26日會議結束:109。「五一六通知」，系統地表達毛澤東關於社會主義時期階級鬥爭之觀點，成為發動「文化大革命」之指導性文件:109。
五一六通知在发布后的一年内都属于中国共产党二级机密文件，只有17级以上的干部才能接触。1967年5月17日，《人民日报》将该文件全文发表后成为公开文件。

## 內容
《通知》宣佈撤銷《二月提綱》和原“文化革命五人小組”及其辦事機構，提出重新設立“文化革命小組”，隸屬於政治局常委會。這是為開展文革準備的組織措施。
《通知》列舉了《二月提綱》的十大罪狀，逐條批駁。它嚴厲批駁了《二月提綱》中提出的有破有立、“真理面前人人平等”等觀點，要求實行“無產階級在上層建築其中包括各個文化領域的專政”。它指責《二月提綱》及其作者“反對把社會主義革命進行到底，反對以毛主席為首的黨中央的文化革命路線，打擊無產階級左派，包庇資產階級右派，為資產階級復辟作輿論準備”。
由此《通知》為文革確定了一套理論、路線和方針。它認定，黨內、國內的政治形勢是學術界、教育界、新聞界、文藝界、出版界等文化領域的領導權都不在無產階級手裡；從中央到各省市自治區有一批“混進黨裡、政府裡、軍隊裡和各種文化界的資產階級代表人物”、“反革命的修正主義分子”，“一旦時機成熟，他們就會奪取政權，由無產階級專政變為資產階級專政”。“例如赫魯晓夫那樣的人物，他們正睡在我們的身旁”，“被培養為我們的接班人”。所以文化革命的目的是對他們進行批判，“清洗這些人，有些則要調動他們的領導權”。它要求各級黨委立即停止執行《二月提綱》。
《通知》起草小組的領銜人物是康生和陳伯達，江青、張春橋、關鋒、戚本禹等8人列席了這次政治局擴大會議。這些人員後來成為取代中央書記處和政治局的中央文革小組的班底。中國共產黨中央委員會主席毛澤東本人未出席會議，但議程是按他部署的揭發批判彭（真）羅（瑞卿）陸（定一）楊（尚昆）“反黨錯誤”，由國家主席劉少奇主持、進行的。
《通知》原只有撤銷《二月提綱》一句話的技術說明，毛澤東提出要對此做理論說明；才組成一個起草小組。該通知改了無數稿，其中最重要的話全都是毛澤東自己加上去的。雖未明確提及術語“走資派”（走資本主義道路的當權派），但“四清”綱領《農村社會主義教育運動中目前提出的一些問題》（俗称《二十三条》）這份文件（1965年1月）早就事先預設，其基本含義已經包含在《通知》中了。
《通知》反映了毛澤東關於“文化大革命”的主要論點，被1981年6月中共《關於建國以來黨的若干歷史問題的決議》認定為“左”傾錯誤的綱領，為“無產階級專政下繼續革命理論”奠定了基礎。它的通過和貫徹，標誌著“文化大革命”的全面發動。

## 参見
- 中国共产党中央委员会关于无产阶级文化大革命的决定
- 五一八讲话